# Герберт Шилдт
Герберт Шилдт (англ. Herbert Schildt, нар. 28 лютого 1951) — відомий американський програміст, автор книжок про мови програмування Java, C++, C#, C.

## Біографія
Шилдт — письменник та вчений в галузі комп'ютерних наук, який здобув освіту та вчений ступінь в Іллінойському університеті в Урбана-Шампейн.
Його перші книжки були опубліковані в 1985—1986 роках (на обкладинці книжки Advanced Modula-2, 1987 було написано, що це шоста його книжка). Усі його книжки були надруковані видавництвом Osborne, яке згодом було придбане компанією McGraw-Hill.

## Little C
Одним з найтриваліших проєктів Шилдта був інтерпретатор Little C, який є прикладом рекурсивно-спадного аналізатора, що інтерпретує множину мови C. Ця програма була вперше надрукована в журналі Dr. Dobb's Journal в серпні 1989 року під назвою «Побудова вашого власного інтерпретатора С»(«Building your own C interpreter»). Цей приклад було включено в книжку Born to Code In C (Osborne, 1989), а також в пізніше видання книжки C: The Complete Reference.
Код цього інтерпретатора можна знайти в мережі Інтернет, включаючи архіви старих дисків Dr. Dobb's Journal, а також на сайті McGraw-Hill.
Цікавим моментом книжки The Art of C++ є інтерпретатор мови Mini-C++, який є майже однаковим із інтерпретатором Little C. (мова Mini-C++ навіть не підтримує ключове слово «class», також мінімальна та штучна роль була відведена cin та cout). Код Mini-C++ можна знайти в мережі Інтернет, а ця книга більше не видається.
Також було надруковано інтерпретатор BASIC, що називається Small BASIC, в першому виданні книги Turbo C: The Complete Reference. Він реалізує мінімальну версію BASIC.

### Англійською мовою
- Modula-2 Made Easy (ISBN 0-07-881241-0, Osborne, 1986)
- Advanced Turbo Pascal (ISBN 0-07-881283-6, Osborne, 1987)
- Advanced Modula-2 (ISBN 0-07-881245-3, Osborne, 1987)
- Advanced Turbo Prolog 1.1 (ISBN 0-07-881285-2, Osborne, 1987)
- Advanced Turbo C, foreword by Phillipe Kahn (ISBN 0-07-8814790, Osborne, 1987)
- Artificial Intelligence in C (ISBN 0-07-881255-0, Osborne, 1987)
- C: The Complete Reference (ISBN 0-07-881313-1 Osborne, 1987)
- Advanced C (ISBN 0-07-881348-4, Osborne, 1988)
- Turbo C: The Complete Reference (ISBN 0-07-881346-8, Osborne, 1988)
- Advanced Turbo C (ISBN 0-07-881479-0, Osborne, 1989)
- Born to Code In C (ISBN 0-07-881468-5, Osborne, 1989)
- The Annotated ANSI C Standard (ISBN 0-07-881952-0, Osborne, 1990)
- Teach Yourself DOS (ISBN 0-07-881630-0, Osborne, 1990)
- Teach Yourself C (ISBN 0-07-881596-7, Osborne, 1990)
- C++: The Complete Reference (ISBN 0-07-8816548, Osborne, 1991)
- Teach Yourself C++ (ISBN 0-07-881760-9, Osborne, 1992)
- Java: The Complete Reference, with Patrick Naughton (ISBN 0-07-882231-9, Osborne, 1996)
- Java 2 Programmer's Reference, with Joe O'Neil (ISBN 0-07-212354-0, Osborne/McGraw Hill, 2000)
- C#: A Beginner's Guide (ISBN 0-07-213329-5, Osborne/McGraw Hill, 2001)
- C#: The Complete Reference (ISBN 0-07-213485-2, Osborne/McGraw Hill, 2002)
- C++: A Beginner's Guide (ISBN 0-07-219467-7, Osborne/McGraw Hill, 2002)
- Java: A Beginner's Guide (ISBN 0-07-222588-2, Osborne/McGraw Hill, 2002)
- The Art of C++ (ISBN 0-07-225512-9, Osborne/McGraw Hill, 2004)
- Herb Schildt's Java Programming Cookbook (ISBN 0-07-226315-6, Osborne/McGraw Hill, 2007)
- Herb Schildt's C++ Programming Cookbook (ISBN 0-07-148860-X, Osborne/McGraw Hill, 2008)
- C# 3.0: A Beginner's Guide (ISBN 0-07-158830-2, Osborne/McGraw Hill, 2009)
- C# 3.0: The Complete Reference (ISBN 978-0-07-158841-6, Osborne/McGraw Hill, 2009)
- C# 4.0: The Complete Reference (ISBN 0-07-174117-8, Osborne/McGraw Hill, 2010)

### Переклади російською мовою
- Герберт Шилдт. Java 8. Полное руководство, 9-е издание = Java 8. The Complete Reference, 9th Edition. — М. : «Вильямс», 2015. — 1376 с. — ISBN 978-5-8459-1918-2.
- Java: руководство для начинающих, 5-е издание = Java: A Beginner's Guide, 5th edition. — М. : «Вильямс», 2012. — 624 с. — ISBN 978-5-8459-1770-6.
- Библиотека Swing для Java: руководство для начинающих = Swing: A Begginers's Guide. — М. : «Вильямс», 2007. — 704 с. — ISBN 978-5-8459-1162-9.
- Java: методики программирования Шилдта = Schildt's Java Programming Cookbook. — М. : «Вильямс», 2008. — 512 с. — ISBN 978-5-8459-1395-1.
- Справочник программиста по C/C++, 3-е издание = C/C++ Programmer's Reference Third Edition. — М. : «Вильямс», 2006. — 432 с. — ISBN 978-5-8459-1622-8.
- C++: методики программирования Шилдта = Herb Schildt's C++ Programming Cookbook. — М. : «Вильямс», 2008. — 480 с. — ISBN 978-5-8459-1494-1.
- C++: базовый курс, 3-е издание = C++ from the Ground Up Third Edition. — М. : «Вильямс», 2012. — 624 с. — ISBN 978-5-8459-0768-4.
- Полный справочник по C++, 4-е издание = C++: The Complete Reference, 4th Edition. — М. : «Вильямс», 2011. — 800 с. — ISBN 978-5-8459-0489-8.
- C# 4.0: полное руководство = C# 4.0 The Complete Reference. — М. : «Вильямс», 2011. — 1056 с. — ISBN 978-5-8459-1684-6.
- C: полное руководство, классическое издание = C: The Complete Reference, 4th Edition. — М. : «Вильямс», 2011. — 704 с. — ISBN 978-5-8459-1709-6.